# Ségur, Aveyron
Ségur är en kommun i departementet Aveyron i regionen Occitanien i södra Frankrike. Kommunen ligger  i kantonen Vézins-de-Lévézou som ligger i arrondissementet Millau. År 2022 hade Ségur 540 invånare.

## Befolkningsutveckling
Antalet invånare i kommunen Ségur
Referens: INSEE